# Schienennahverkehr in der Region Bogotá

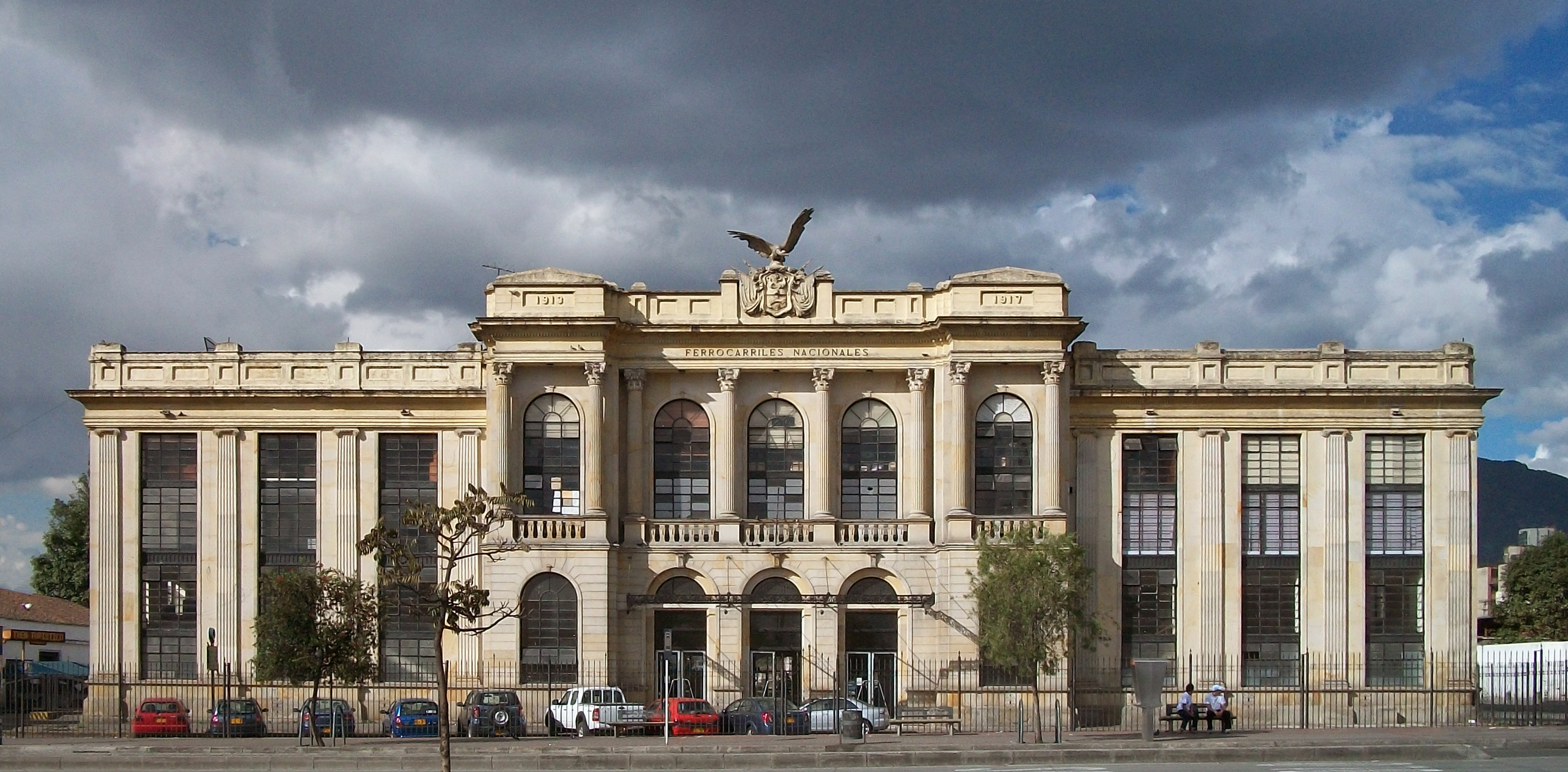
Der alte Bahnhof Sabana in Bogotá ist Start- und Zielpunkt des Bahnrojektes in der Metropolregion Bogotá.

Der Ausbau des Schienennahverkehrs in der Region Bogotá (spanisch Tren de Cercanías de Bogotá, auch spanisch Regiotram) ist ein Infrastrukturprojekt, das die kolumbianische Neun-Millionen-Metropole Bogotá mit den umliegenden Städten des Departamento de Cundinamarca verbinden soll. Eine S-Bahnähnliche Vorortbahn soll in einer ersten Phase auf der ehemaligen Strecke der Tren de la Sabana (welche als Tren Turístico de la Sabana teilweise noch erhalten ist) verkehren. Das 110 km lange geplante Schienennetz soll im Endausbau den Norden, Süden und vor allem den Westen der Metropolregion Bogotá erschließen.

## Geschichte

### Vorgeschichte

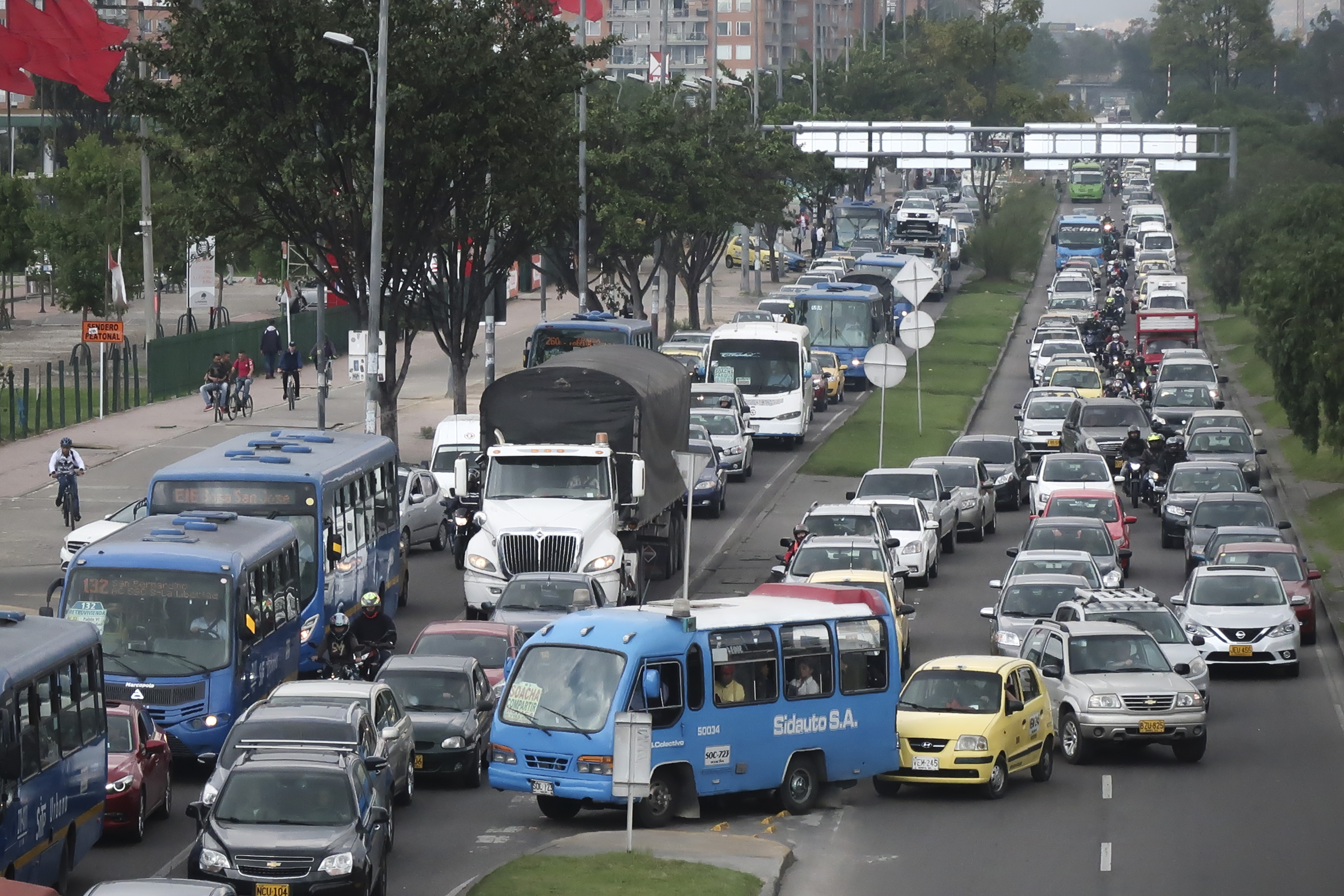
Täglich stauen sich an vielen Stellen der Hauptstadt Bogotá die Fahrzeuge.

Die Mobilität in der Region Bogotá wird immer schwieriger und ist gegenwärtig eines der dringendsten Probleme das die Region zu bewältigen hat. Hunderttausende Pendler sehen sich täglich Situationen konfrontiert, die es ihnen nicht erlauben ihre Arbeitsplätze und Ziele ohne Verzögerungen in der Hauptstadt zu erreichen. Zum einen ist es der schlechte Zustand des Straßennetzes – Folge einer schlechten Verkehrsplanung – zum anderen Verzögerungen bei notwendigen Straßensanierungen. Die massive Zunahme von Pkw, Lastwagen, Bussen, Motorrädern und auch die mangelhafte Funktionalität der Verkehrsampeln sind die Ursachen dafür.
Das Projekt der Pendlerzüge, oder auch Regiotram genannt, ist neben der Metro Bogotá im Augenblick eines der ehrgeizigsten Projekte Kolumbiens im Verkehrswesen. Die Vorortbahn soll zukünftig vom Bahnhof Sabana nach Facatativá, Mosquera, Funza, Madrid (im Westen), Soacha (im Süden) sowie Zipaquirá (im Norden) fahren. Im Rahmen der Innotrans 2018, der wichtigsten Messe für Verkehrstechnik der Welt in Berlin, präsentierte der Gouverneur von Cundinamarca, Jorge Rey, im Jahr 2018 das Projekt. Das deutsche Bahninfrastruktur-Unternehmen Vossloh hat in diesem Zusammenhang mit zwei weiteren Unternehmen Vorschläge zur Verwirklichung des Projektes unterbreitet.

### Realisierung
Nachdem die Lokalpolitiker das Problem erkannt hatten, ist die Willensbildung nun so weit fortgeschritten, dass die ersten Verträge im Spätjahr 2018 unterschrieben werden konnten. Als vordringlichste Strecke, genannt Regiotram de Occidente, wird die nach Facatativá mit 19 Haltestellen (u. a. Neubau El Dorado II und Flughafen Bogotá) und Umsteigemöglichkeiten auf die zukünftige Metro Bogotá gebaut. Die geplante Fahrzeit für 41 Kilometer beträgt 48 Minuten. Ungefähr 200.000 Passagiere werden dann ab 2021[veraltet] die Verbindung täglich nutzen können. Im weiteren Ausbau sollen die Verbindungen nach Zipaquirá und Soacha verwirklicht werden.
Die chinesische China Civil Engineering Construction Corporation (CECC) wurde im Dezember 2019 nach einer Ausschreibung mit dem Bau und einundzwanzigjährigem Betrieb der ersten Strecke beauftragt. Das Vertragsvolumen beträgt 3,6 Billionen kolumbianische Pesos (ca. 1,1 Milliarden US-Dollar), die Eröffnung ist für Anfang 2024 geplant.[veraltet]